# Quebrada de Arena
Quebrada de Arena är en ort i Honduras.   Den ligger i departementet Departamento de Colón, i den centrala delen av landet, 230 km nordost om huvudstaden Tegucigalpa. Quebrada de Arena ligger 31 meter över havet och antalet invånare är 2 723.
Terrängen runt Quebrada de Arena är varierad. Runt Quebrada de Arena är det ganska glesbefolkat, med 34 invånare per kvadratkilometer. Närmaste större samhälle är Tocoa, 12,8 km sydväst om Quebrada de Arena. 